# Антонин (Покровский)
Архиепи́скоп Антони́н (в миру Алексе́й Фёдорович Покро́вский; 17 (29) марта 1869, Орёл — 2 мая 1939, Калистога, Калифорния) — епископ Русской православной церкви, архиепископ Вашингтонский и Аляскинский.

## Биография
Окончил Орловскую духовную семинарию. Женился. В 1893 году рукоположён в сан диакона, в 1897 году — в сан священника.
Служил в Орловской епархии, затем — корабельным священником.
Овдовел. Некоторое время был вольнослушателем Санкт-Петербургского университета.
В 1917—1918 годах служил в храме Бахрушинского приюта Москвы.
В 1919 году возведён в сан протоиерея.
16 августа 1919 года покинул Москву и выехал на юг России, а оттуда — в Иерусалим, где стал духовником Русской женской общины в Горней, близ Иерусалима.
Получил письмо от патриарха Тихона от 2 октября 1921 года с благословением на монашеский постриг и последующее возведение в сан архимандрита.
4 декабря 1921 года Патриархом Иерусалимский Дамианом был пострижен в монашество с наречением имени Антонин и возведением в сан архимандрита.
Уже будучи архимандритом, вёл переписку с митрополитом Северо-Американским Платоном (Рождественским) и получил согласие митрополита на приезд в США и на священнослужение здесь. В 1924 году выехал в Америку и был принят в клир Северо-Американской епархии Русской Церкви. В пору нестроений с размежевания между русскими православными в Америке вошёл, вместе с большинством, в состав Русско-Православной Греко-Кафолической Северо-Американской митрополии. Однако для него «самоуправление» митрополии не подразумевало отхода от Московского священноначалия.
По приезде Америку вначале был назначен в Канаду, настоятелем православного собора в Ванкувере, где пробыл несколько лет.
11 октября 1930 года в Троицком соборе Сан-Франциско архиереями Северо-Американской митрополии — митрополитом Североамериканским и Аляскинским Платоном (Рождественским), епископами Чикагским Феофилом (Пашковским), Канадским Арсением (Чаговцовым), Сан-Францисским Алексием и Детройтским Павлом (Гавриловым) был хиротонисан во епископа Аляскинского. На Аляскинской кафедре энергично продолжил миссионерские труды своих предшественников, посещал отдаленные поселения епархии.
В бытность свою на Аляске, епископ Антонин дважды подвергался серьёзной опасности, во время переездов на небольших буксирах он попадал в штормы, но каждый раз спасался. В январе 1931 или 1932 года небольшой корабль, на котором по делам епархии плыли по Тихому океану владыка Антонин и диакон-алеут Михаил, потерпел крушение. Диакон погиб, но епископ спасся и находился без помощи на холоде 13 дней и был спасён алеутами. В то время в ряде американских и русских зарубежных газет были помещены сообщения о гибели епископа Антонина и некрологи.
Епископ Антонин совершил несколько поездок в Вашингтон, где был принят в Белом Доме президентом Рузвельтом, с которым епископ Антонин беседовал по ряду духовных и светских вопросов.
Узнав об объявлении 1 июня 1933 года митрополитом Платоном о «временной автономии» Североамериканской епархии, обозначавшей разрыв с Московским священноначалием, епископ Антонин в апреле 1934 года направился к митрополиту Платону, чтобы выразить ему своё несогласие и уговорить отказаться от антиканонического решения. Однако митрополит Платон ко времени приезда к нему владыки Антонина 20 апреля 1934 года скончался.
20-23 ноября 1934 года в Кливленде проходил V Всеамериканский Собор, который возглавил преемник митрополита Платона архиепископ Сан-Францисский Феофил (Пашковский). В первый день работы Собора на нём выступил епископ Антонин с призывом подчиниться Московскому Патриархату. Этому призыву Собор не внял.
Тогда епископ Антонин обратился к митрополиту Московскому и Коломенскому Сергию (Страгородскому), заместителю патриаршего местоблюстителя, с прошением о сохранении его в составе епископата Русской Православной Церкви. В том же году епископ Антонин был назначен первым викарием экзарха Русской Православной Церкви архиепископа Алеутского и Североамериканского Вениамина (Федченкова) с титулом епископа Вашингтонского и Аляскинского.
12 марта 1934 года вместе с бывшим протодиаконом Троицкого собора Петром Котляровым основал Николаевский приход в Сан-Франциско на улице Дивизадеро и с 1935 года начал служить в нём. Храм на Дивизадеро был очень маленьким.
17 апреля 1937 года выдержал экзамен на американское гражданство.
В 1938 году был возведен в достоинство архиепископа.
Скончался 2 мая 1939 года от сердечной болезни на даче в Калистоге штата Калифорния. Тело было перевезено в Сан-Франциско и погребено на греческом кладбище.